# Dan Marin
Dan Marin est un handballeur roumain né le 30 août 1948 à Ștefănești.

## Carrière
Dan Marin obtient une médaille de bronze aux Jeux olympiques d'été de 1972 de Munich. Il remporte également le titre mondial en 1974.